# Station Daido-Toyosato
Station Daido-Toyosato (だいどう豊里駅, Daidō-Toyosato-eki) is een metrostation in de wijk Higashi-Yodogawa-ku in Osaka, Japan. Het wordt aangedaan door de Imazatosuji-lijn. Hoewel er karakters bestaan voor Daidō (大道), wordt het in hiragana geschreven om verwarring met de nabijgelegen buurt 大桐 (wat ook gelezen wordt als Daidō) te voorkomen.

## Treindienst

### Imazatosuji-lijn(stationsnummer I13)
| 1 | ■ Imazatosuji-lijn | richting Taishibashi-Imaichi, Gamō Yonchōme, Midoribashi en Imazato |
| 2 | ■ Imazatosuji-lijn | richting Itakano                                                    |

## Geschiedenis
Het station werd in december 2006 geopend.

## Overig openbaar vervoer
Bussen 9A en 86

## Stationsomgeving
Rondom het station bevinden zich vooral middelbare en basisscholen.
- Toyosato-brug

Itakano · Zuikō Yonchōme · Daidō-Toyosato · Taishibashi-Imaichi · Shimizu · Shimmori-Furuichi · Sekime-Seiiku · Gamō Yonchōme · Shigino · Midoribashi · Imazato